# Steeve Briois
Pour les articles homonymes, voir Briois.
Steeve Briois, né le 28 novembre 1972 à Seclin (Nord), est un homme politique français.
Membre du Front national (FN) à partir de 1988, il quitte ce parti dix ans plus tard pour rejoindre le Mouvement national républicain (MNR) de Bruno Mégret. Il revient en 2001 au FN, dont il devient par la suite un cadre influent, occupant notamment les postes de secrétaire général et vice-président. Après l'arrivée à la tête du RN de Jordan Bardella en novembre 2022, Steeve Briois ne figure plus parmi les membres du bureau exécutif du parti.
Il est conseiller régional du Nord-Pas-de-Calais de 1998 à 2015, député européen de 2014 à 2019 et maire d'Hénin-Beaumont depuis 2014.

## Origines et formation
Steeve Briois naît le 28 novembre 1972 à Seclin dans le département du Nord,. Il est petit-fils d'un mineur cégétiste qui vote à droite,, fils d'un ouvrier de l'agro-alimentaire et d'une comptable, Marie-Christine Duriez, devenue en 2016 conseillère régionale des Hauts-de-France,.
Après l'obtention d'un BTS, il commence sa vie professionnelle en vendant des abonnements Numericable.
Il est en couple avec Bruno Bilde.

## Parcours politique

### Débuts
Steeve Briois adhère au Front national à l'âge de 16 ans en 1988 et milite pour le rétablissement de la peine de mort. En 1994, il devient le responsable du parti dans sa commune d'Hénin-Beaumont[réf. nécessaire]. Il milite notamment avec Laurent Brice et Bruno Bilde.
Il se présente aux élections législatives de 1997 dans la 14e circonscription du Pas-de-Calais, où il impose une triangulaire au député sortant, Jean Urbaniak, qui est battu par le candidat socialiste.
En 1998, il rejoint le parti dissident de Bruno Mégret, avant de revenir au Front national en 2001, à la demande de Jean-Marie Le Pen et par l'entremise d'Éric Iorio, responsable du FN dans le Pas-de-Calais et second époux de Marine Le Pen,,. D'après Renaud Dély, c'est Carl Lang qui convainc Jean-Marie Le Pen de le réintégrer avec d'autres élus mégrétistes.
Lors de la campagne présidentielle de 2002, il prend activement part, avec Bruno Bilde, à la quête des signatures de maires : selon Renaud Dély, son apport est décisif alors que Jean-Marie Le Pen est en difficulté pour recueillir le nombre nécessaire (500). Il devient le directeur de campagne de Marine Le Pen pour les élections législatives qui suivent dans la treizième circonscription du Pas-de-Calais. Steeve Briois et Bruno Bilde poursuivent les missions du même type et intègrent ainsi le premier cercle de Marine Le Pen. Abel Mestre et Caroline Monnot relèvent que Steeve Briois fait partie des « anciens mégrétistes, à qui la trahison passée a été apparemment pardonnée et dont on attend qu'ils relancent la stratégie d'ancrage territorial engagée par leur ancien mentor », et « dédaignée en son temps par Jean-Marie Le Pen ».
Aux élections législatives de 2002, il se présente de nouveau dans la 14e circonscription du Pas-de-Calais, où il est battu au second tour par le député sortant, Albert Facon.

### Ascension à Hénin-Beaumont
Il est élu conseiller municipal de la ville d'Hénin-Beaumont en 1995 et conseiller régional du Nord-Pas-de-Calais en 1998. À l'issue du premier tour des élections municipales de 2001, il obtient 19 % des voix et provoque une triangulaire avec Pierre Darchicourt et Gérard Dalongeville. Secrétaire départemental du Front national dans le Pas-de-Calais de février 2006 à janvier 2011, il est suppléant de la candidate Marine Le Pen — qu'il a incitée à s'implanter dans sa commune — dans la 14e circonscription du Pas-de-Calais lors des élections législatives de 2007.
Militant très actif, il met en œuvre des techniques militantes ouvertement inspirées du communisme municipal qui lui permettent de tisser un maillage envié par ses adversaires. En évoquant aussi cet héritage, Valérie Igounet ajoute que « son action et son ambition politiques s’inscrivent indéniablement dans la continuité de ce que Jean-Pierre Stirbois, ancien secrétaire général du parti, a réalisé à Dreux au début des années 1980 ». Il s'appuie en particulier sur internet et les réseaux sociaux : la section héninoise du FN est la première en France à ouvrir un site puis un blogue, « dézinguant à la sulfateuse la vie politique locale sans se soucier un seul instant du politiquement correct » selon les journalistes Éric Farel, Maxime Fieschi et Mehdi Gherdane.
Lors du congrès du FN de novembre 2007, il fait son entrée au bureau politique du FN, dans le sillage de Marine Le Pen, et se voit élu en 31e position au comité central, dans un contexte interne tendu.

#### Élections municipales de 2008

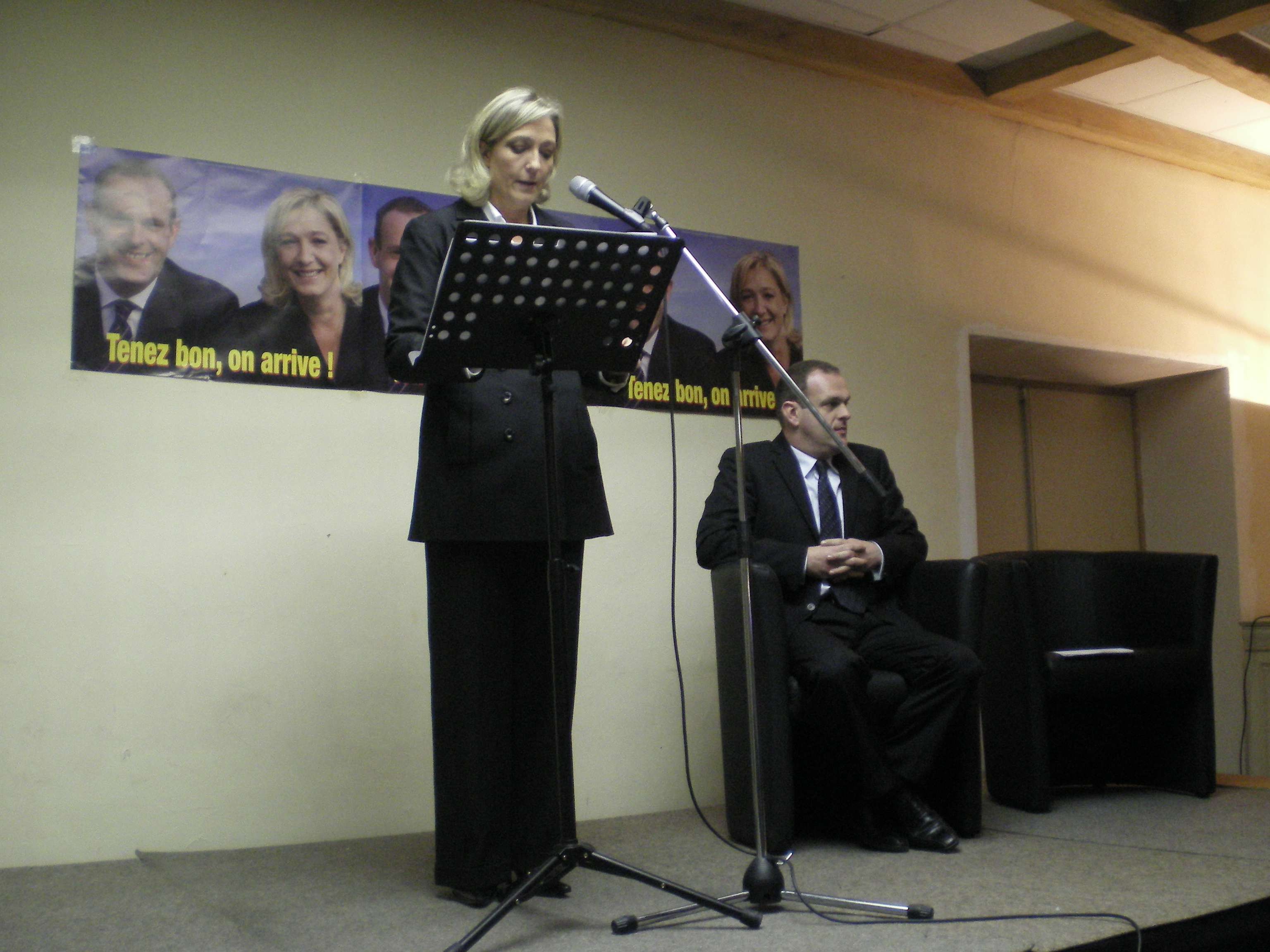
Marine Le Pen et Steeve Briois lors du lancement de leur campagne pour les élections municipales de 2008 à Hénin-Beaumont.

Steeve Briois conduit la liste soutenue par le Front national à Hénin-Beaumont aux municipales de 2008, avec Marine Le Pen en deuxième position. En triangulaire au second tour contre deux listes de gauche, sa liste recueille 28,83 % des voix et échoue à remporter la mairie, mais fait élire cinq conseillers municipaux.

#### Élections municipales partielles de 2009
À la suite de l'invalidation de l'élection du maire socialiste d'Hénin-Beaumont Gérard Dalongeville, pour détournement de fonds publics et corruption, des élections municipales partielles sont organisées les 28 juin et 5 juillet 2009.
Alors que le Front national paraît affaibli au niveau national, la liste du FN dirigée par Steeve Briois et Marine Le Pen profite de la division de la gauche et arrive largement en tête du premier tour avec 39,34 % des suffrages. Mais, entre les deux tours, se met en place un « front républicain », qui va de l'extrême gauche à l'UMP, afin d'empêcher la victoire du Front national. Lors du second tour, le FN échoue face à la liste divers gauche, menée par Daniel Duquenne qui recueille 52,38 % des voix. Le FN obtient cependant le score historique de 47,62 % des voix avec une participation de 62,38 %. Marine Le Pen, réélue conseillère municipale, parle de « défaite qui a tout de même un petit goût de victoire », précisant qu'il ne lui a manqué que 265 voix pour gagner la mairie d'Hénin-Beaumont. Le groupe FN passe alors de cinq à huit membres au conseil municipal de la ville.
Aux élections cantonales de 2011, Steeve Briois se présente dans le canton de Montigny-en-Gohelle. Arrivé en tête au premier tour avec 35,88 % des suffrages exprimés, il est battu au second tour avec 44,74 % contre 55,26 % des suffrages pour le conseiller sortant socialiste, Jean-Marc Picque.

#### Maire d'Hénin-Beaumont (depuis 2014)
À l'occasion des élections municipales de 2014 à Hénin-Beaumont, le sociologue Sylvain Crépon relève que Steeve Briois « prétend faire campagne sur des problématiques strictement locales dénuées d’enjeux trop connotés idéologiquement. Ainsi se plaît-il à pointer les problèmes de voirie, à exposer dans le détail ses projets pour redynamiser les commerces du centre-ville, à se soucier des places en crèches ou dans les maisons de retraite. Autant de thématiques qui s’avèrent en phase avec les soucis des administrés de la ville et couperont, de surcroît, l’herbe sous le pied à cette partie de la gauche dont le seul argument de lutte contre le FN est de l’associer à un fascisme de type mussolinien ». Pour Valérie Igounet, « le programme de Steeve Briois se résume à quelques mots : baisser les impôts locaux, rétablir la sécurité et « tourner le dos à 50 ans de gestion calamiteuse du PS ». Le quadragénaire est conscient que le frontisme municipal des années 1990 n’est pas la solution » et affirme : « Quand on est maire d’une commune, on ne fait pas de politique. La piscine, l’éclairage public c’est ça qu’on gère. Après, il peut y avoir des petites choses, des marqueurs mais c’est marginal ».
Le 23 mars 2014, la liste qu'il conduit l'emporte avec 50,25 % des voix dès le premier tour, avec une participation de 64,6 % des inscrits,,,. La liste du maire sortant Eugène Binaisse (PS-PCF-EÉLV) recueille 32,04 %, celle de Gérard Dalongeville (divers gauche) 9,76 %, celle de Georges Bouquillon (MRC) 4,05 % et celle de Jean-Marc Legrand (UMP) 3,88 %.
Ce succès est très largement relayé dans les médias, non seulement parce que la liste est élue dès le premier tour, mais aussi parce que le bassin minier est une terre traditionnellement de gauche. La victoire de Steeve Briois est expliquée par un long travail sur le terrain, l'implication dans la commune de Marine Le Pen et les affaires à répétition subies par la commune.
Steeve Briois est élu maire le 30 mars 2014, lors de la première réunion du nouveau conseil municipal. Sylvain Crépon souligne que « son élection n’a suscité presque aucun départ chez les employés municipaux ». Au cours de son mandat, l'opposition municipale le juge agressif dans les débats et la presse régionale est indésirable après avoir appelé à s'opposer au FN lors des élections régionales de 2015. Lors de la crise migratoire de 2015-2016, Steeve Briois lance un collectif de maires, « Ma commune sans migrants », invitant les villes, notamment de droite, à s'opposer à l'accueil de migrants.
Valérie Igounet souligne que « certes, sa politique intègre des mesures imprégnées par les thématiques du parti. Mais pour brouiller un peu plus les cartes, Steeve Briois a, par exemple, accordé un permis de construire pour la mosquée. Il a également installé, dans son bureau, le buste de Jean Jaurès ».

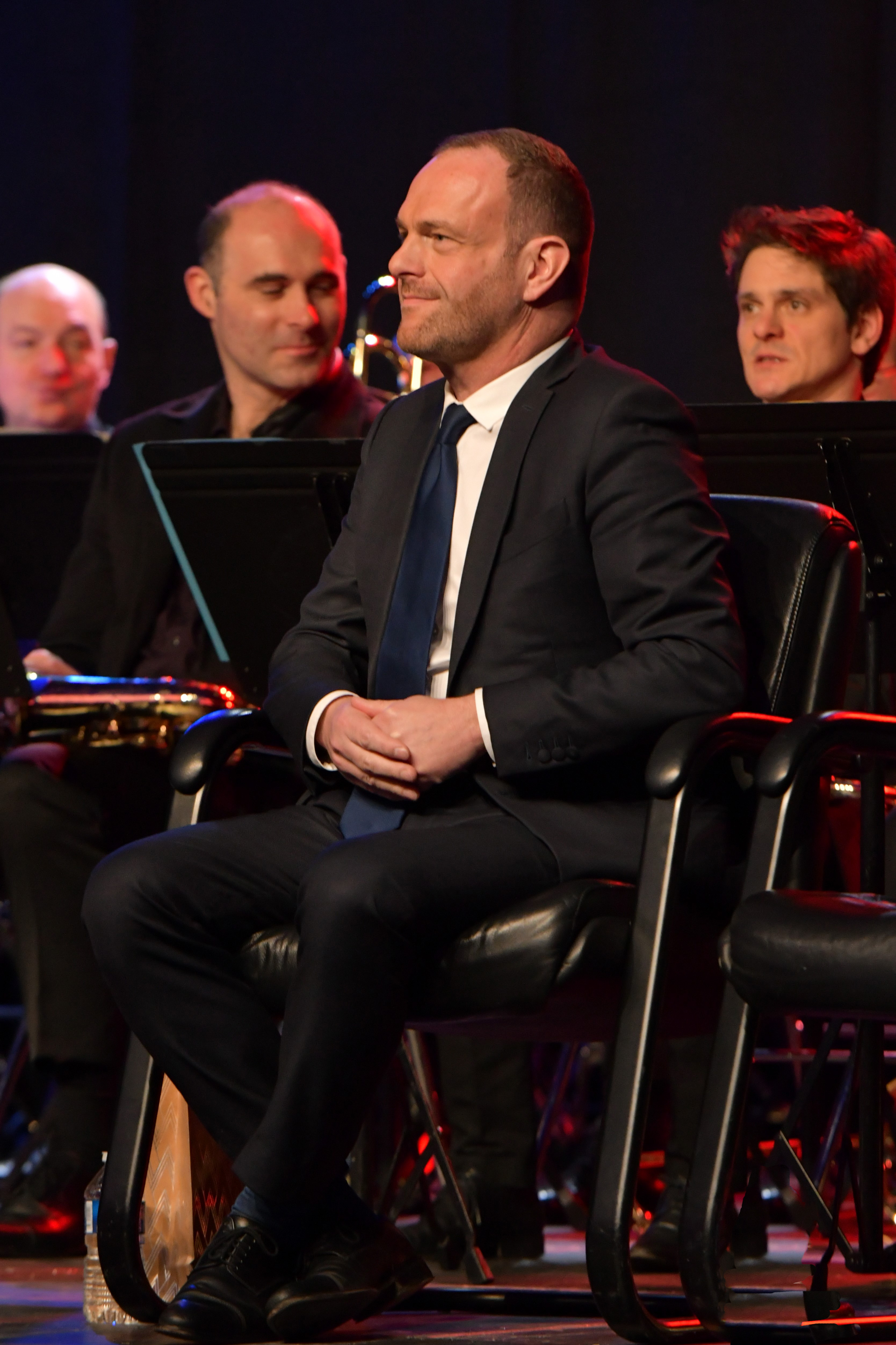
Steeve Briois lors de ses vœux de 2019 à Hénin-Beaumont.

Sa gestion de la ville est le sujet du livre Nouvelles du Front, sous-titré « La vie sous le Front national, une élue de l’opposition raconte » (éditions Les liens qui libèrent), publié le 1er mars 2017 par l’élue d’opposition Marine Tondelier. À travers des témoignages d'employés municipaux, de syndicalistes, de militants associatifs, de journalistes et de simples citoyens, Marine Tondelier critique ce qu'elle affirme être un climat étouffant instauré par le maire, son adjoint Bruno Bilde et son équipe, les calomnies répandues sur les réseaux sociaux, et les habitudes d’espionnage et de délation installées notamment parmi les employés municipaux,.
Lors des élections municipales de 2020, la liste qu’il conduit à Hénin-Beaumont l’emporte au premier tour de scrutin avec plus de 74 % des voix. Il est réélu maire par le conseil municipal le 24 mai 2020.

### Dirigeant du FN puis du RN
Lors du congrès du FN à Bordeaux en novembre 2007, Steeve Briois est élu 31e au comité central du FN. Il est ensuite nommé au bureau politique du FN par le président Jean-Marie Le Pen.
En 2010, il devient mandataire financier de Jeanne, un micro parti politique tenu par des proches de Marine Le Pen.
À la suite de l'élection de Marine Le Pen à la présidence du Front national le 16 janvier 2011 au congrès de Tours, Steeve Briois est nommé secrétaire général du parti, « délocalisant — dans les faits — le siège de Nanterre vers le QG frontiste héninois où défilent nombre de cadres du parti pour des réunions ou des sessions de formation (David Rachline, élu maire de Fréjus en mars 2014, sera ainsi quelque temps héninois) ». Peu avant, en décembre 2010, il avait été violemment agressé ce qui avait entraîné quatre points de suture et une amnésie partielle.
Il participe au processus de « dédiabolisation » du FN en faisant exclure les militants néonazis dans la région, notamment 13 adhérents frontistes avant les cantonales de 2011, parmi lesquels le conseiller régional Alexandre Gabriac.
Il participe à la campagne présidentielle de 2012 de Marine Le Pen en tant que « chargé de la mobilisation militante » et se présente comme suppléant de Marine Le Pen à l'élection législative dans la onzième circonscription du Pas-de-Calais.
Le 19 décembre 2013, la cour d'appel de Paris, infirmant le jugement de première instance, autorise les mentions du livre Le Front national des villes et le Front national des champs d'Octave Nitkowski concernant l'orientation sexuelle de Steeve Briois. S’appuyant sur une décision de la Cour européenne des droits de l'homme, la Cour de cassation estime, le 11 juillet 2018, que l’atteinte à la vie privée peut être considérée comme secondaire par rapport à la nécessité d’informer le public de l'homosexualité de Steeve Briois, celle-ci étant d’après elle d’« intérêt général ».
Nicolas Bay lui succède au poste de secrétaire général du Front national à l'issue du congrès de Lyon de novembre 2014, Steeve Briois devenant vice-président du parti.
En 2015, il perd à nouveau un procès contre Octave Nitkowski au tribunal de grande instance de Paris et se trouve condamné à verser à ce dernier 2 500 euros de frais d'avocat.
Le 20 août 2015, il vote en faveur de l’exclusion de Jean-Marie Le Pen du FN.
Le 25 avril 2017, dans l'entre-deux-tours de l'élection présidentielle, Marine Le Pen, qualifiée pour le second tour, se met « en congé » de la présidence du FN, conduisant Jean-François Jalkh à prendre les rênes du parti par intérim en tant que premier vice-président du parti, en vertu de l'article 16 des statuts du FN,. Mais devant la polémique suscitée par l'exhumation de propos négationnistes, celui-ci est remplacé trois jours plus tard par Steeve Briois.
Depuis juin 2017, il est le suppléant de Marine Le Pen à l'Assemblée nationale.
Le 30 septembre 2017, il est nommé secrétaire général du FN pour organiser le XVIe congrès du parti, lors duquel il arrive en deuxième position aux élections du conseil national. La fonction de secrétaire général est supprimée après le congrès et il devient vice-président du parti, puis 1er vice-président en 2019 (lorsque Jordan Bardella est nommé 2e vice-président). En 2021, Médiacités indique que Bruno Bilde et Steeve Briois « sont les seuls à faire partie de l’intimité » de Marine Le Pen au sein du RN, avec Philippe Olivier et Marie-Caroline Le Pen.
En vue du congrès du RN de 2022, il soutient la candidature de Louis Aliot. Suivant l'élection de Jordan Bardella, il est exclu de la nouvelle instance exécutive du parti alors qu’il en était jusque-là vice-président – tout comme Bruno Bilde. Cette marginalisation du « clan d’Hénin-Beaumont » est vivement critiquée par Steeve Briois. Il déclare dans un communiqué interpréter son exclusion comme une sanction pour avoir alerté sur « une potentielle "reradicalisation" » du RN, et dénonce « les ronds de jambe faits à certains intégristes » ainsi que « l’adoption de positions droitardes, contraires à mon sens au "ni droite ni gauche" qui a prévalu pendant des décennies au Front national ». Il refuse de siéger au bureau national du RN malgré la proposition de Bardella,.

### Député européen
Lors des élections européennes de 2014, il est élu député au Parlement européen dans la circonscription Nord-Ouest. En 2017, il se situe au 21e rang (sur 74) des eurodéputés français pour la participation aux votes.
Après l’entrée en vigueur de la loi sur le cumul des mandats, il annonce qu’il ne sera pas candidat aux élections européennes de 2019, préférant conserver son mandat de maire. Il est directeur de campagne du Rassemblement national pour ces élections,.

## Opinions
Si Steeve Briois a pour stratégie de recueillir les voix de gauche à Hénin-Beaumont, d'après le sociologue Sylvain Crépon, « en privé, il explique qu’il est de droite et qu’il ne se déclare pas de droite car ce serait contre-productif dans sa circonscription. C’est un ancien mégretiste : il est dans une stratégie d’alliance avec la droite nationale. Dans son équipe à Hénin-Beaumont, il a des gens syndiqués à la CGT, mais qui se disent de droite, ou à la CFDT, des gens qui cultivent les valeurs du petit entrepreneur ». Il cite régulièrement Jean Jaurès dont il a fait installer le buste dans son bureau de l'hôtel de ville d'Hénin-Beaumont,.

## Affaires judiciaires
En mars 2015, le conseiller municipal communiste David Noël demande la démission de Steeve Briois et Bruno Bilde car « ils sont tous deux au cœur d'enquêtes judiciaires sur de graves soupçons de fraude ». Il faisait référence à un article du Monde évoquant l'affaire des assistants parlementaires du Front national au Parlement européen, car Bruno Bilde a été notamment l'assistant parlementaire de Sophie Montel en 2015. Steeve Briois et Bruno Bilde perdent le procès en diffamation qu’ils ont engagé contre David Noël et le journal L'Humanité qui avait relayé la demande de l'élu communiste.
Le 20 avril 2017, il est déféré pour avoir affirmé, en novembre 2016, sur Twitter que l'arrivée de migrants a provoqué une hausse des agressions sexuelles en Europe. Le 9 novembre 2017, le tribunal correctionnel de Paris le relaxe, jugeant que l'eurodéputé était protégé par son immunité parlementaire.
La municipalité d'Hénin-Beaumont lance plusieurs procédures judiciaires contre des opposants à la majorité. Selon les comptes de la ville, 608 928 euros sont consacrés à des « frais d'actes et de contentieux » entre 2015 et 2018 ; l’élu communiste David Noël estime à quelque 30 000 euros les honoraires d'avocats dépensés entre 2014 et 2019. Selon Steeve Briois, la part des procès en diffamation représente « 0,01 % du budget annuel » d'Hénin-Beaumont.
Jugé le 3 septembre 2024 avec trois autres cadres du RN par le tribunal correctionnel de Nanterre pour incitation à la discrimination Steeve Briois est relaxé.

## Distinctions
- 2015 : prix de l'élu local de l'année par Le Trombinoscope[64],[65].

## Dans la fiction
Dans la bande-dessinée d'anticipation de François Durpaire et Farid Boudjellal, La Présidente, où Marine Le Pen gagne l’élection présidentielle de 2017, Steeve Briois devient ministre de l'Agriculture et de la Ruralité.